# 岡崎市立額田中学校
岡崎市立額田中学校（おかざきしりつ ぬかたちゅうがっこう）は、愛知県岡崎市樫山町にある公立中学校。

## 概要
1972年4月、旧額田町にあった豊富中学校・形埜中学校・宮崎中学校・下山中学校の4校を統合し、額田町立額田中学校が発足した。
| 調査日       | 生徒数 | 通常学級 | 特別支援学級 | 出典  |
| ------------ | ------ | -------- | ------------ | ----- |
| 2013年4月8日 | 220人  | 8        | 1            | [ 2 ] |
| 2019年5月1日 | 198人  | 6        | 2            | [ 3 ] |
| 2020年5月1日 | 196人  | 6        | 2            | [ 4 ] |
| 2021年5月1日 | 175人  | 6        | 2            | [ 5 ] |
| 2022年5月1日 | 173人  | 6        | 3            | [ 6 ] |

### 敬信寮
1973年（昭和48年）4月に寄宿舎を設置し、学区内の形埜、下山、大雨河、千万町校区を入寮区域に指定。その後宮崎、鳥川、夏山（鬼沢は除）校区を追加。
岡崎市では2017年に、寄宿舎の存廃についてのアンケート調査を実施している。
生徒数の減少や生活様式の変化を受けて、2024年（令和6年）3月末で閉寮となった。

### 校訓
敬愛信は、「敬友」、「自愛」、「信頼」を省略したものである。校訓の意味は以下の通り。
- 敬友（けいゆう）

ともに敬える友を持つ。
- 自愛（じあい）

己（自）を愛せるように生きる。
- 信頼（しんらい）

仲間（友）と信頼し合える関係を作る。

#### 合唱
学年、クラスごとに分かれ、歌声を競い合う合唱コンクールや各組ごとで分かれ歌を歌う連合合唱などで、高い評価を受けている。校歌も四部合唱になっており、それも伝統のひとつになっている。

## 学区
| 小学校名            | 町名 | 備考                                  |
| ------------------- | --- | ------------------------------------- |
| 豊富小学校 （全域） | 樫山町、桜井寺町、下衣文町、牧平町、鹿勝川町、細光町、滝尻町、淡渕町、片寄町、鳥川町 | （旧鳥川小学校）                      |
| 夏山小学校 （全域） | 夏山町 |                                       |
| 宮崎小学校 （全域） | 石原町、宮崎町、明見町、中金町、東河原町、雨山町、大代町、木下町、千万町町 | （旧大雨河小学校） （旧千万町小学校） |
| 形埜小学校 （全域） | 切山町、毛呂町、井沢町、桜形町、鍛埜町、南大須町、大高味町、小久田町（字岩下・字姥ケ懐・字柿平・字上笹ケ田・字清水・字仏供・字村上・字屋下・字湯ノ木・字下笹ケ田を除く。）                                                   |                                       |
| 下山小学校 （全域） | 保久町、冨尾町、外山町、一色町、中伊町、中伊西町、小久田町字岩下、小久田町字姥ケ懐、小久田町字柿平、小久田町字上笹ケ田、小久田町字清水、小久田町字仏供、小久田町字村上、小久田町字屋下、小久田町字湯ノ木、小久田町字下笹ケ田 |                                       |

## 沿革・歴史
- 1972年4月 - 額田郡額田町にあった豊富中学校・形埜中学校・宮崎中学校・下山中学校の4校を統合し額田町立額田中学校が発足。校舎建設を開始[9]。
- 1973年 - 校舎完成・額田町立額田中学校開校。額田町立額田中学校寄宿舎（通称敬信寮）を使用開始。
- 1974年 - プール完成。
- 1989年度　- 初めて海外派遣団をマレーシアに派遣する。
- 1991年3月 - 開校20周年記念式典挙行。
- 2006年1月1日 - 額田町が岡崎市に編入されたことに伴い、岡崎市立額田中学校に改称。
- 2009年度 - 海外派遣団マレーシア・スリ校交流会が廃止。
- 2011年3月 - 開校40周年記念式典挙行。
- 2024年3月 - 敬信寮が閉寮[8]。

## 生徒会活動

### 委員会
- 体育委員会
- 厚生委員会
- 整備委員会
- 給食委員会
- 図書委員会
- 緑化委員会
- 奉仕委員会（平成23年度まで）

## 部活動
運動系部５部、文化系部1部（男・女）計8部が活動している。2013年8月に男子バレー部、吹奏楽部が生徒数の減少により廃部になった。

### 体育系
- 弓道部（男・女）
- 野球部（男）
- ソフトテニス部（女）
- 卓球部（男・女）
- 剣道部（男・女）

### 文化系
- 文化部（男・女）

### 廃部になった部活動
- 水泳部
- 放送部
- バレー部（男・女）
- 吹奏楽部（男・女）
- 駅伝部　（男・女）

## 学校行事

### 平成23年度
- 4月
  - 入学式
  - 始業式
  - 新入寮生歓迎会
  - 新入生歓迎会
  - 修学旅行（3年生、東京）
- 5月
  - 写生会
  - 岡崎市総合体育大会
  - 一学期中間テスト
- 6月
  - 1年生部活動仮入部
  - 親子鑑賞会
  - 一学期期末テスト
- 7月
  - 1年生部活動本入部
  - 岡崎市市長杯総合体育大会
- 8月
  - 職場体験（2年生）
  - 学校代表一人を岡崎市の友好都市（中国呼和浩特市など）に派遣
- 9月
  - 額中祭（体育イベント）
  - 後期生徒会役員選挙
- 10月
  - 額中祭（文化イベント）
  - 岡崎市新人戦体育大会
  - 二学期中間テスト
- 11月
  - 二学期期末テスト
- 12月
  - マラソン大会
- 1月
  - 書初め大会
- 2月
  - スキー教室（2年生）
  - 学年末テスト（三学期期末テスト）
- 3月
  - 3年生を送る会
  - 卒業式
  - 前期生徒会役員選挙
  - 修了式（1・2年生）

## 額中祭
額中祭（ぬかちゅうさい）は、2009年まで11月上旬に行われた文化祭、体育祭を混合した行事であった。2012年度からは文化祭、体育大会と名前を変え額中祭は無くなった。

### 文化祭
文化祭は主に、合唱コンクール・連合合唱・部活別バザーなどが行われている。2013年度は2日に分かれて行われる。

### 体育大会
体育大会は主に、個人別陸上競技・応援合戦・生徒会企画のイベントなどが行われる。